# Напо (река)
Напо (на испански: Napo) е река в източната част на Еквадор (провинции Напо и Ореляна) и северната част на Перу (регион Лорето), ляв приток на Амазонка. Дължината ѝ е 800 km (заедно с лявата съставяща я река Хатуняку – 1130 km), а площта на водосборния басейн – 103 307 km² (1,44% от водосборния басейн на Амазонка).
Река Напо се образува на 430 m н.в., на 4 km южно от град Тена (административен център на провинция Напо, в Перу) от сливането на двете съставящи я реки Хатуняку (лява съставяща) и Ансу (дясна съставяща). Двете реки водят началото си от източния склон на Източните Еквадорски Кордилери, а конкретно река Хатуняку – от източното подножие на вулкана Котопахи. В горното си течение река Напо протича през ниските обширни подножия на Източните Еквадорски Кордилери, като на места образува бързеи прагове. След устието на левия си приток Агуарика навлиза на територията на Перу и до устието се тече предимно в югоизточна посока през най-западната част на Амазонската низина, като се превръща в голяма, широка и мощна река с бавно и спокойно течение, течаща сред гъсти и влажни екваториални гори. Влива се отляво в река Амазонка, на 80 m н.в., при малкото перуанско градче Франсиско де Ореляна.
Основни притоци: леви – Хатуняку (330 km), Кока (255 km), Агуарико (390 km), Тамборяку; десни – Ансу, Типутини, Курараи (800 km, най-голям приток), Масан. Река Напо има предимно дъждовно подхранване и е пълноводна от юни до август. Средният годишен отток на 82 km от устието е 86369 m³/s. Плавателна е за плитко газещи речни съдове в долното си течение.